# Braunhörnle
Das Braunhörnle ist ein 1134 m ü. NHN hoher dreikantiger Berg in der südlichen Umrahmung des steilhängigen Tales von Yach, das bei Elzach in das Elztal mündet. Der Berg gehört zu dem Teilraum des Mittleren Schwarzwalds, der zugleich dem Hochschwarzwald zugerechnet wird.

## Lage  und Charakteristik

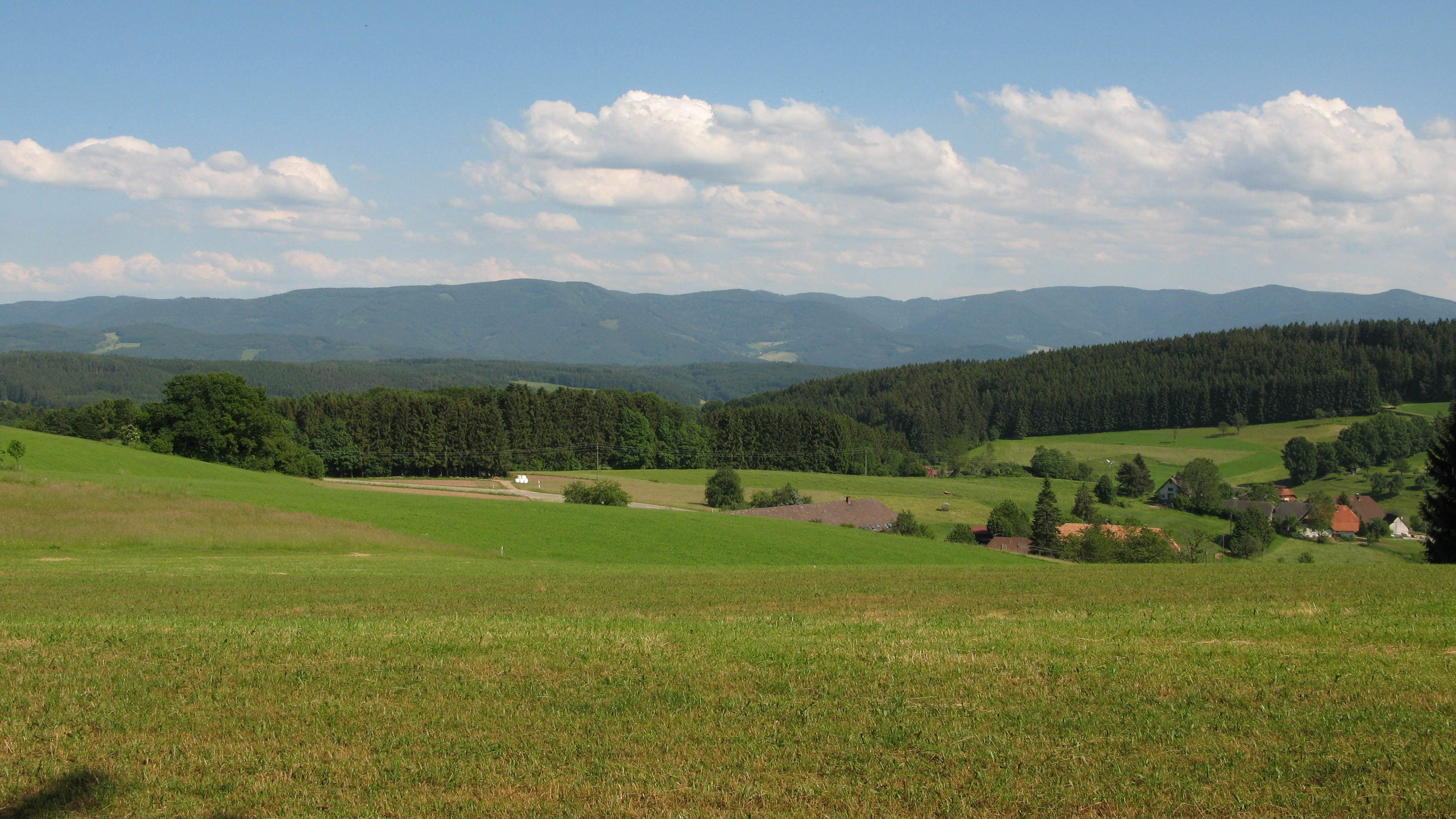
Die Bergkette vom Gschasikopf (links) über Rohrhardsberg zum Braunhörnle (vorletzter rechts) und Tafelbühl

Das Braunhörnle liegt mit seiner steilen Nordseite auf dem Gebiet der 4 Kilometer nordwestlich gelegenen Stadt Elzach und mit der sanft zum Wiesen-Hochtal des Kostgfäll abfallenden Südseite zum Ort Haslachsimonswald der Gemeinde Simonswald, beide zum Landkreis Emmendingen gehörig.
Es ist, vor dem westlich benachbarten Tafelbühl, der höchste und markanteste Berg einer Kammlinie, die dem geradlinigen Elztal auf seiner Südostseite folgt. Sie reicht vom Rohrhardsberg bis zum Hörnleberg, der die Mündung der Wilden Gutach in die Elz überragt. Der teilweise gratartige Bergkamm wirkt wie ein Gegenstück zum südlich parallelen Grat, der im Schultiskopf gipfelt. Ein klippendurchsetzter, um 600 Höhenmeter steil abfallender Seitenkamm des Braunhörnle trennt die Talschlüsse Rauchengrund und Wüstloch des Hinterzinken-Tales im verzweigten Talsystem von Yach, das in Elzach in das breite Elztal austritt.

## Geologie
Ebenso wie die meisten anderen Berge des Mittleren Schwarzwalds besteht der Berg aus Gneisen (Paragneis, in höheren Lagen Flasergneis). Unterhalb der Steilhänge zum Tal von Yach hin haben die kaltzeitlichen Vergletscherungen Moränenwälle und kleine Talstufen hinterlassen.

## Vegetation
Der ursprüngliche Mischwald-Bestand ist am Braunhörnle noch in größeren Flächen erhalten. Den südexponierten Oberhang kennzeichnet strukturreicher Hainsimsen-Buchenwald. Unterhalb davon sind die weniger steilen Südhänge mit Fichtenbeständen bestockt. Ansonsten kommen eher kleinere Fichtenbestände vor, teils mit Laubwaldinseln. Am Unterhang, im Kostgefäll, gibt es großflächig Glatthaferwiesen (Mähwiesen) und zur Kostgfällschlucht hin Ahorn-Eschenwälder.

## Tourismus und Naturschutz
Dem Bergkamm des Braunhörnle folgt der Zweitälersteig und der Yacher Höhenweg. Auch auf halber Höhe zum Tal von Yach und zum Kostgfäll mit der Kostgfällschlucht hin gibt es markierte Wanderwege. Der Gipfel bietet am hohen Gipfelkreuz Aussicht nach Norden hin in das Elztal. Skisportliche Infrastruktur gibt es am Braunhörnle nicht.
Der Berg steht zur Gänze unter Naturschutz; der Nordteil gehört zum Naturschutzgebiet Yacher Zinken, der Südteil zu NSG Kostgefäll.